# José Joaquim Barreto
José Joaquim Barreto, primeiro e único barão de Saubara (Bahia,  — , 13 de junho de 1867) foi um usineiro brasileiro.
Agraciado barão em 6 de setembro de 1866 por ter feito uma grande doação para a Guerra do Paraguai. Foi também agraciado comendador. Era proprietário do Engenho São Gonçalo do Poço, em Acupe, atualmente distrito do município de Santo Amaro da Purificação, localizado no Recôncavo Baiano.